# محمد السید
محمد السید (انگلیسی: Mohamed El-Sayed؛ زاده ۲۷ ژانویهٔ ۱۹۸۷) یک بازیکن فوتبال اهل قطر است.

## تیم ملی
وی همچنین در تیم ملی فوتبال قطر بازی کرده‌است.